# Monterde
Monterde – gmina w Hiszpanii, w prowincji Saragossa, w Aragonii, o powierzchni 55,94 km². W 2011 roku gmina liczyła 169 mieszkańców.